# Piciu (film)
Piciu este un film românesc din 1985 regizat de Iosif Demian. Rolurile principale au fost interpretate de actorii Victor Rebengiuc, Răzvan Vasilescu și  Diana Lupescu.

## Rezumat
Filmul descrie întâmplările unui grup de pionieri aflați în vacanță, dintre care se detașează Piciu, un copil cu multă fantezie și curaj.

## Distribuție
Distribuția filmului este alcătuită din:
- Victor Rebengiuc — directorul școlii sătești
- Răzvan Vasilescu — Marcel Butunoiu, un profesor tânăr nou sosit în sat
- Diana Lupescu — Mironela, profesoara de muzică
- Horațiu Mălăele — Panaitescu, profesorul de educație fizică
- Răzvan Rădulescu — Piciu, un elev orfan și plin de fantezie
- Camelia Zorlescu — femeia străină care poposește cu familia la serbarea câmpenească
- Constantin Gabor — Nelu, soțul femeii străine
- George Negoescu — un țăran localnic
- Dorel Vișan — alt țăran localnic
- Mitică Iancu — șoferul camionului
- Petre Felezeu — primarul comunei
- Dragoș Pâslaru — plt.adj. Achim, șeful postului local de miliție
- Nicolae Budescu — vânzătorul ambulant de la târg
- Marta Savciuc — Veronica, gospodina care face cozonaci și tarte cu ciuperci
- Dumitru Gheorghe-Maican — fotograful de la serbarea câmpenească
- copiii
  - Bogdan Baciu
  - Eronim Buga
  - Rodica Chiriac
  - Marius Cîmpean
  - Dragoș Găină
  - Gabriel Gîdea
  - Mariana Iordan
  - Cătălin Luchianu
  - Robert Sprîncenatu
  - Ileana Stoica
  - Tiberiu Prundeanu

## Primire
Filmul a fost vizionat de 1.146.457 de spectatori în cinematografele din România, după cum atestă o situație a numărului de spectatori înregistrat de filmele românești de la data premierei și până la data de 31 decembrie 2014 alcătuită de Centrul Național al Cinematografiei.